# Tal Flikr
Tal Flikr (* 28. května 1992 Herzlija, Izrael) je izraelský zápasník–judista.

## Sportovní kariéra
V izraelské seniorské reprezentaci vedené Orenem Smadžou se pohybuje v pololehké váze do 66 kg od roku 2012, dlouho jako reprezentační dvojka za Golanem Polakem. V roce 2016 se na olympijské hry v Riu nekvalifikoval. Po olympijských hrách zaznamenal výrazný výkonnostní nárůst a na srpnové mistrovství světa v Budapešti v roce 2017 odjížděl světová jednička v pololehké váze.
Tal Flikr je levoruký judista, jeho osobní technikou je ippon-seoi-nage, které šikovně doplňuje technikami z boje na zemi.

### Vítězství
- 2013 - 1x světový pohár (Bukurešť)
- 2015 - 1x světový pohár (Řím)
- 2017 - 3x světový pohár (Lisabon, Baku, Cancún)

## Výsledky
| Olympijské hry     |     |     | — |     |     |   | —   |     |    |  |  |  |  |  |  |  |  |  |  |  |  |  |
| Mistrovství světa  | —   | —   |   | úč. | —   | — |     | 3.  |    |  |  |  |  |  |  |  |  |  |  |  |  |  |
| Evropské hry       |     |     |   |     |     | — |     |     |    |  |  |  |  |  |  |  |  |  |  |  |  |  |
| Mistrovství Evropy | —   | —   | — | —   | úč. | — | úč. | úč. | 3. |  |  |  |  |  |  |  |  |  |  |  |  |  |
| MS juniorů         | úč. | úč. |   |     |     |   |     |     |    |  |  |  |  |  |  |  |  |  |  |  |  |  |
| ME juniorů         | —   | 5.  |   |     |     |   |     |     |    |  |  |  |  |  |  |  |  |  |  |  |  |  |